# Відносини ОАЕ та Ізраїлю
Стосунки між ОАЕ та Ізраїлем — це міжнародні відносини між Державою Об'єднані Арабські Емірати та Державою Ізраїль, суверенними державами Близького Сходу. Вони були офіційно започатковані 13 серпня 2020 року укладанням ізраїльсько-еміратської мирної угоди, також відомої як «Авраамова угода», посередництвом якої був міжнародний посередник президента США Дональда Трампа.

## Історія
2010 року дипломати обох країн співпрацювали під час розслідування вбивства Махмуда аль-Мабхуха в Дубаї.
2015 року Ізраїль відкрив першу дипломатичну місію Міжнародного агентства з відновлюваних джерел енергії в Абу-Дабі, одному з семи еміратів, що входять до складу федерації.
Мирна угода між Ізраїлем та ОАЕ передбачає припинення намірів уряду Ізраїлю приєднати долину Йорданії до своєї території, розташованої на нинішньому Західному березі.
У свою чергу, ОАЕ офіційно визнали Ізраїль суверенною державою, дозволивши громадянам із ізраїльським паспортом в'їжджати «транзитом» на територію Емірату, хоча в'їзд за фактом поки що не дозволений. Прямих комерційних або вантажних рейсів між країнами немає. Так само, усі члени екіпажу транспортного засобу, які повинні прибути до ОАЕ, повинні переконатись, що у них немає в паспортах ізраїльських штампів. Цю вимогу легко виконати, оскільки при в'їзді та виїзді з країни в паспортах Ізраїлю не ставлять штампів.
Угода була оголошена на міжнародній прес-конференції, проведеній Дональдом Трампом у Білому домі. Емірати стали третьою країною-членом Арабської ліги, яка підписала мир з Ізраїлем, після Єгипту (1979) та Йорданії (1994). На регіональному рівні обидві країни публічно висловили свою незгоду з ядерною програмою Ірану.
У січні 2021 року до майбутнього посольство в Абу-Дабі прибув глава міжнародної місії Ізраїлю Ейтан Нае, 29 червня в Абу-Дабі офіційно відкрилось посольство Ізраїлю.
25 липня 2021 року МЗС Ізраїлю вперше призначило посла в ОАЕ, ним став Амір Хайєк.

## Культурні та наукові відносини
У вересні 2019 року влада Абу-Дабі оголосила, що відкриє синагогу в рамках Міжконфесійного комплексу до 2022 року.
13 вересня 2020 року Університет штучного інтелекту Мохаммеда Бін Заїда в ОАЕ та Інститут наук Вейцмана в Ізраїлі підписали меморандум про взаєморозуміння щодо співпраці у галузі досліджень штучного інтелекту.
У січні 2021 року Департамент культури і туризму Абу-Дабі оголосив про організацію першої віртуальної події, яка об'єднає еміратських та ізраїльських кінематографістів на платформі щорічної програми «Кінотеатр Каттара», в рамках угоди між Кінокомітетом Абу-Дабі, Ізраїльського кінофонду та школи ім. Сем Шпігеля в Єрусалимі, де відбудеться показ восьми короткометражних фільмів з обох країн.